# Министарство страха
Министарство Страха је четрнаести студијски албум Арсена Дедића из 1997 године, којега објављује дискографска кућа Cantus.